# Amphiporus maculosus
Amphiporus maculosus är en djurart som tillhör fylumet slemmaskar, och som beskrevs av Wesley R. Coe 1944. Amphiporus maculosus ingår i släktet Amphiporus och familjen Amphiporidae. Inga underarter finns listade i Catalogue of Life.